# HD 140283
HD 140283 ist ein Stern im Sternbild Libra. Er ist einer der nächstgelegenen Sterne der Population II. Mithilfe des Hubble-Weltraumteleskops wurde die Entfernung zu ihm auf 190 Lichtjahre bestimmt und das Alter – mit einer Genauigkeit von ± 800 Millionen Jahren – auf etwa 14,5 Milliarden Jahre abgeschätzt. Aufgrund der Unbestimmtheit des Wertes steht sein Alter nicht im Widerspruch zum Alter des Universums, das aufgrund von Messungen des Planck-Satelliten auf 13,798 ± 0,037 Milliarden Jahren festgelegt werden konnte. Neuere Berechnungen von 2014 und 2021 führten zu einem Alter von 13,7 Mrd. Jahren und 12,2 Mrd. Jahren bzw. 12 Mrd. Jahren.